# Angelo Michele Bartolotti
Angelo Michele Bartolotti   (Bolonya, 1615 - 1681) va ser un guitarrista italià, teòric i compositor.
Bartolotti va néixer probablement a Bolonya, Itàlia, ja que es descriu a si mateix com a "bolonyès" a la pàgina del títol del seu primer llibre de guitarra i a "di Bologna" a la pàgina del títol del seu segon llibre.
La primera carrera de Bartolotti es va passar probablement a Florència, possiblement al servei de Jacopo Salviati, duc de Giuliano. Va estar entre un grup de músics italians convidats a la Cort de la reina Christina de Suècia a principis dels anys 1650. Hi ha registres de la seva feina allà el 1652 i el 1654. Quan va abdicar el 1655, Christina va viure a Roma i Bartolotti va ser ocupada probablement al seu servei. El 1658, viatjà a París, i és possible que Bartolotti l'acompanyés. Sembla que s'hi va establir i hi va viure fins a la seva mort algun moment abans del 1682.

## Treballs
Durant els seus anys a Itàlia, Bartolotti va publicar almenys dues col·leccions de música de guitarra: Libro primo di chitarra spagnola (Florència, 1640) i Secondo libro di chitarra (Roma, ca. 1655). El primer llibre conté un cicle de passacaglias en totes les tecles majors i menors, amb una combinació d' estils de batuta i pizzicato, influenciats per guitarristes italians anteriors com Giovanni Paolo Foscarini ; El llibre també inclou un Ciaccona, 1 Follia -sis suites cadascuna comprèn una Allemanda, corente i Sarabanda. El segon llibre té una influència francesa, amb més èmfasi en l'escriptura pizzicato. Se li atribueixen tres peces més en manuscrits.
L'obra de Bartolotti inclou algunes de les més notades (amb indicacions precises per a diversos estils, ornaments, etc.) i música de guitarra avançada de l'època. A França, però, va ser més conegut com a teòric, lloat per Constantijn Huygens i René Ouvrard. El seu tractat sobre l'acompanyament de Theorbo (Table pour apprendre facilement à toucher le théorbe sur the basse-continuë) (París, 1669)) es troba entre les millors fonts del segle xvii sobre aquest tema. Com a pedagog va tenir molts alumnes, entre ells a Giuseppe Maria Nelvi (1698-1756).